# Cao đẳng Lào-Hàn Quốc

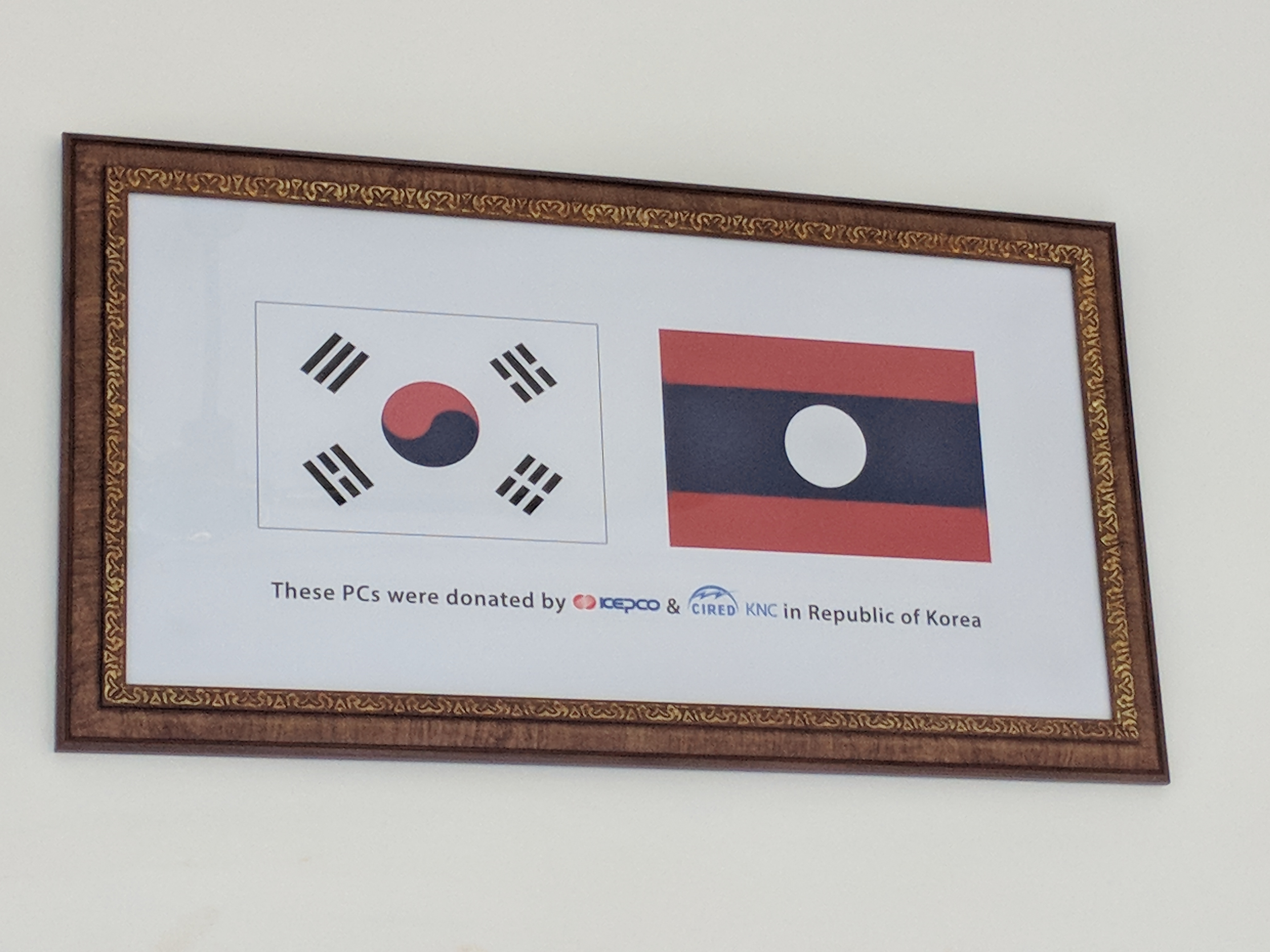
Cờ Lào và Hàn Quốc

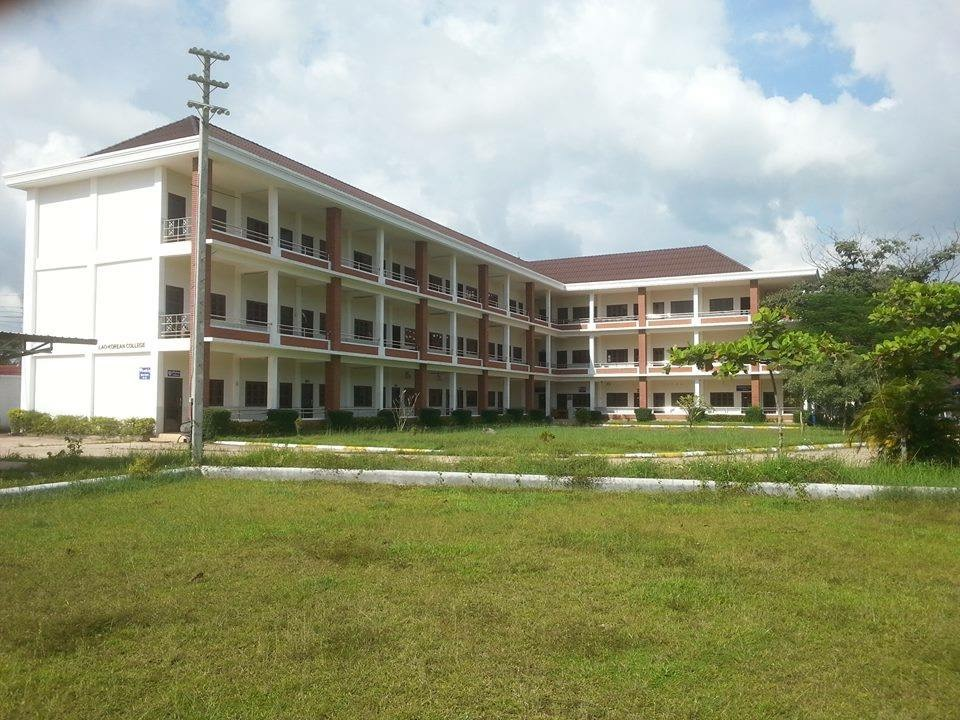
Toà nhà LKC

Cao đẳng Lào-Hàn Quốc là trường cao đẳng tại Viêng Chăn, thành phố thủ đô của Lào, được thành lập vào năm 2012. Trường có 4 Khoa: Khoa Tiếng Anh, Khoa Tiếng Hàn, Khoa Kế toán và Khoa CNTT. Trường được hỗ trợ bởi hai quốc gia Lào và Hàn Quốc.
Trường Cao đẳng Lào-Hàn Quốc tọa lạc tại làng Phonsavarthnuea, huyện Sikhottabong, thủ đô Viêng Chăn, Lào.